# Palazzo Abbaziale di Loreto

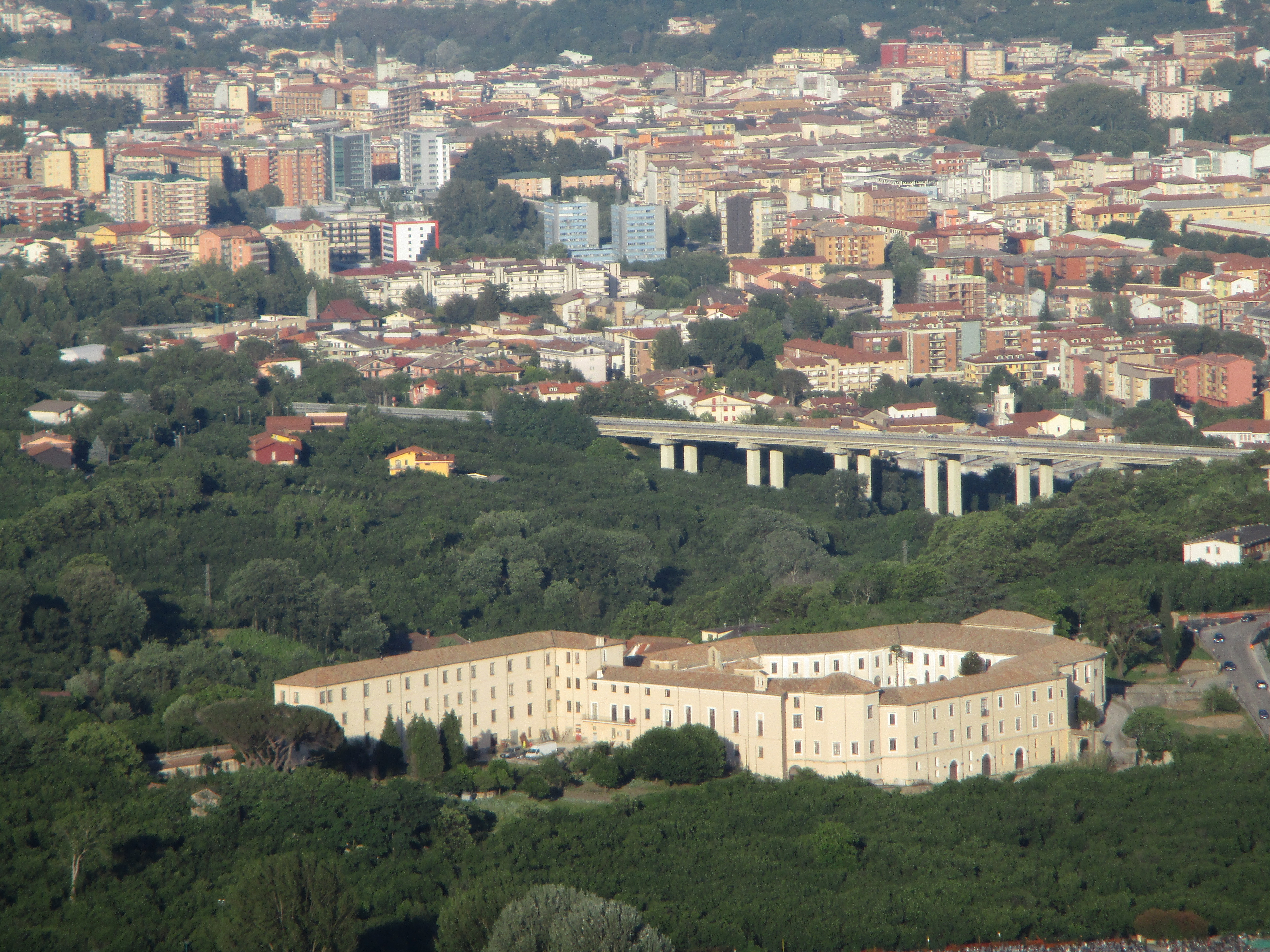
Ansicht des Palazzo Abbaziale di Loreto

Der Palazzo Abbaziale di Loreto (oder einfacher Abbazia di Loreto) ist ein Palast aus dem 18. Jahrhundert in der Gemeinde Mercogliano in der italienischen Region Kampanien.

## Namensursprung
Der Überlieferung nach ist der Name „Loreto“ von dem Ort abgeleitet, an dem früher die Abtei stand: Ein Lorbeerwald (im Lateinischen: „laurum“ oder „lauretum“), also aus der heiligen Pflanze des Apollon. Der Pater ‚‘Giovanni Mongelli‘‘ aber meint, dass der Name von einem Garten abgeleitet ist, der „Orrita“ genannt wurde und im Viertel Vesta lag.

## Geschichte

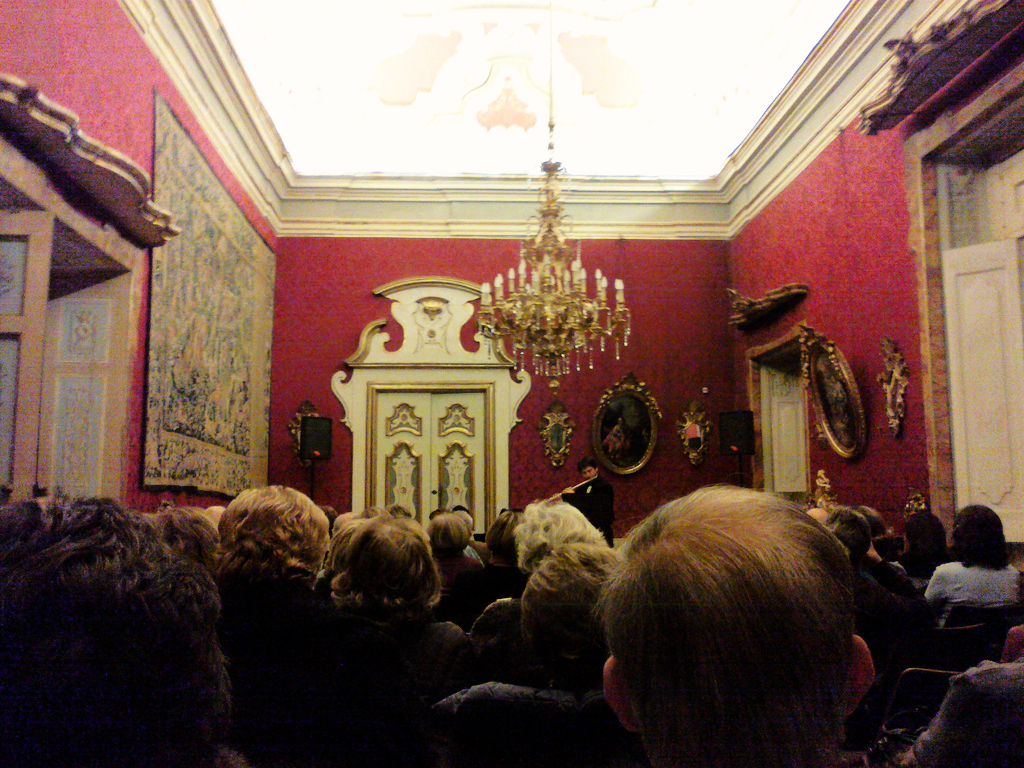
Der Sala degli arazzi während eines klassischen Konzertes

Der heutige Palast ersetzte einen älteren Klosterkomplex, der aus den ersten Jahrzehnten des 12. Jahrhunderts stammte und mit der Ankunft von Wilhelm von Vercelli, einem Mönch aus dem Norden auf seinem Weg nach Palästina, auf dem Monte Partenio in Verbindung stand. Das alte Gebäude fiel 1732 dem Erdbeben von Irpinia zum Opfer.
In kürzester Zeit verbreitete sich überall der Ruhm des jungen Eremiten, der auf dem Montevergine in absoluter Einsamkeit lebte; viele andere junge Männer gesellten sich zu ihm, die, wie er, nach einem Leben reiner Askese nach der Regel des Heiligen Benedikt strebten und begannen, eine Kirche auf dem Berg zu bauen, die im März 1126, dem Pfingsttag, geweiht wurde: An diesem Datum begann vielhundertjährige Leben der Mönchskongregation von Montevergine, die auch „Verginiani“ genannt wurde und sich an der berühmten benediktinischen Regel „Bete und arbeite!“ orientierte.

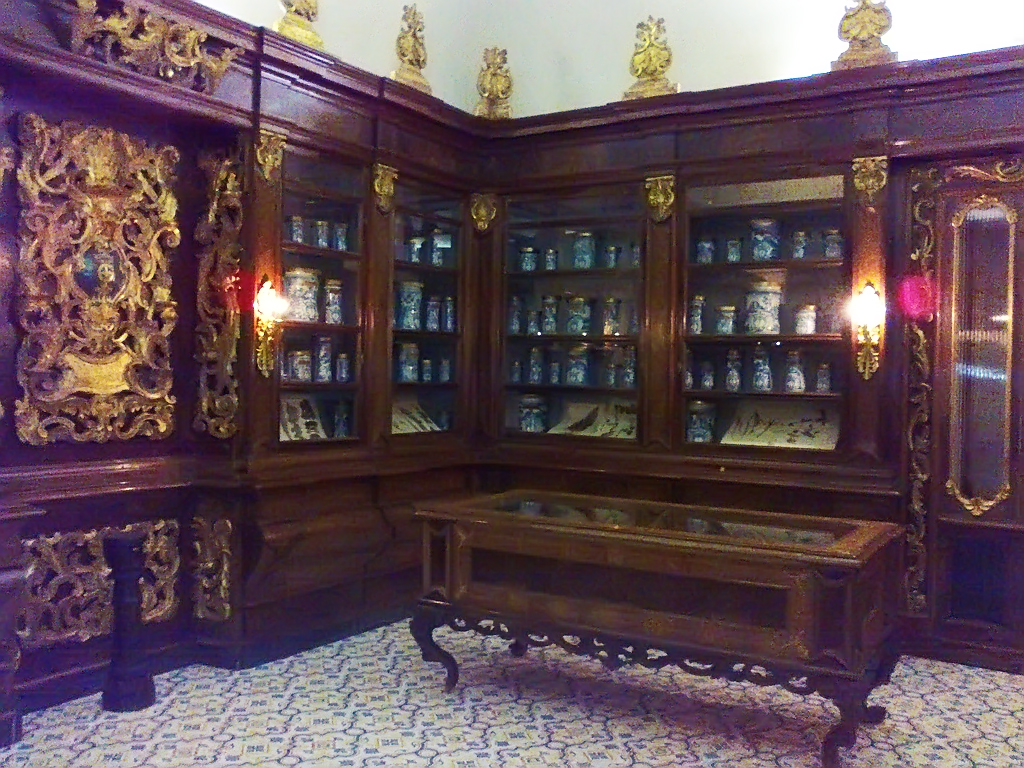
Die alte Apotheke

Aber die Härte des Klimas und die eiserne Regel, die Wilhelm von Vercelli den Mönchen auferlegte (Es war verboten, Fleisch, Eier und Milchprodukte zu essen), zwangen die Ordensleute, einen milderen Ort zu finden, um eine Krankenstation aufzubauen und eine ausreichende medizinische Versorgung für die Schwachen, die Alten und die Kranken bereitzustellen. Die Wahl fiel auf Ort im Tal von Mercogliano, wo der Abteipalast noch heute steht.

## Beschreibung
Der Palast, dessen Erdgeschoss eingeschränkt besichtigt werden kann, enthält:
- die Staatsbibliothek von Montevergine mit etwa 200.000 Bänden;
- eine alte Apotheke mit über 300 handbemalten Majolikavasen;
- ein Archiv mit etwa 7000 Pergamenten;
- die Premiata Fabbrica di Liquori der Benediktinerpater von Montevergine;
- einen Weinkeller;
- drei flämische Bildwirkereien aus dem 13. Jahrhundert.